# Maurizio Rorà di Lucerna
Maria Benedetto Maurizio Gaspare Emanuele Filiberto Rorà di Lucerna (Torino, 26 febbraio 1793 – Torino, 7 novembre 1854) è stato un politico italiano.
Fu Ufficiale delle guardie e degli scudieri della regina, Sindaco di Campiglione. Dal 1848 senatore del Regno di Sardegna.